# Periscope
Periscope és una aplicació que esdevé propietat de Twitter per a la retransmissió de vídeo en directe (streaming), desenvolupada per Kayvon Beykpour i Joe Bernstein. En paraules dels seus creadors "un vídeo en directe pot transportar-nos al lloc i mostrar-nos el allà succeeix."
La app va sortir al mercat el 16 de març de 2015 per iPhone i el 26 de maig de 2015 per Android.
Permet als seus usuaris retransmetre en directe el vídeo que va captant el seu smartphone, en viu perquè altres usuaris de Periscope puguin visualitzar-lo.
Posteriorment han sorgit altres aplicacions que també permeten retransmissió de vídeo en directe, per exemple Facebook Live o Live from Instagram

## Servei
Els serveis de Periscope estan disponibles a l'aplicació mòbil així com a través de Twitter. Els usuaris de Periscope poden triar deixar el seu vídeo com a públic o limitar la possibilitat de visualització només per a certs usuaris, com els seus amics o famílies.
Tot i que els usuaris de Periscope solen utilitzar un dispositiu de mà, com ara un telèfon intel·ligent per emetre retransimissions en directe, també és possible fer-ho per mitjà d'una suite de visió professional com Wirecast o Teradek amb Periscope Pro.
Periscope permet als espectadors enviar "cors" a qui està realitzant la transmissió de vídeo, com a senyal que els agrada. El nombre màxim d'usuaris que un usuari pot seguir és de 8,000.
Tant els usuaris com els espectadors poden bloquejar els espectadors. Si reben més de quatre blocs de quatre àmbits diferents, el compte l'usuari queda bloquejat.
El 8 de setembre de 2015, TechCrunch va informar i més tard va confirmar que Periscope estava construint una aplicació d'Apple TV. El 10 de setembre de 2015, el Periscope va afegir la possibilitat d'emetre's en viu la vista de paisatge.

## Avantatges
1. La transmissions poden seguir-se per mitjà d'un navegador Web o per Twitter.
2. Possibilita el control de privadesa.
3. En acabar el vídeo, es queda per sempre en l'aplicació, per als usuaris que no van poder veure-ho en viu.
4. Amb el botó d'ubicació es pot col·locar una etiqueta geogràfica al vídeo, el qual permet descobrir contingut segons l'àrea en la qual es va crear.
Figures públiques com el futbolista Gerard Piqué o el periodista Leocenis García han fet popular l'ús d'aquesta eina social.

## Desavantatges
1. Periscope notifica les transmissions tant a Twitter com a Facebook, però no en altres xarxes socials.
2. Iniciar un streaming tarda fins a 10 segons, depenent de la velocitat d'Internet disponible.
3. Si es fa servir sense connexió a una xarxa sense fil d'internet, consumirà una gran quantitat de dades del cel·lular.
4. Consumeix una notable quantitat de bateria en poc temps.
5. Existeixen alguns grups de persones (trolls) que es dediquen a insultar en les transmissions i és necessari bloquejar-los.

## La fi de Periscope
El dia 15 de desembre de l'any 2020, la companyia creadora de Periscope, Twitter Inc., va anunciar que posaria fi al servei de Periscope el mes de març de l'any 2021. Això suposaria la fi i el tancament de l'aplicació, que durant els anys havia patit una gran caiguda en el nombre d'usuaris. La companyia nord-americana declarà que l'aplicació es va tornar completament insostenible i inviable a nivells econòmics. La pèrdua d'usuaris fou deguda a l'aparició de funcions de vídeo en directe a les aplicacions com Instagram (Instagram Live) o Facebook (Facebook Live), així com la pròpia incorporació de la retransmissió en directe a Twitter (Twitter Live) entre d'altres funcions.